# Senior (educación)

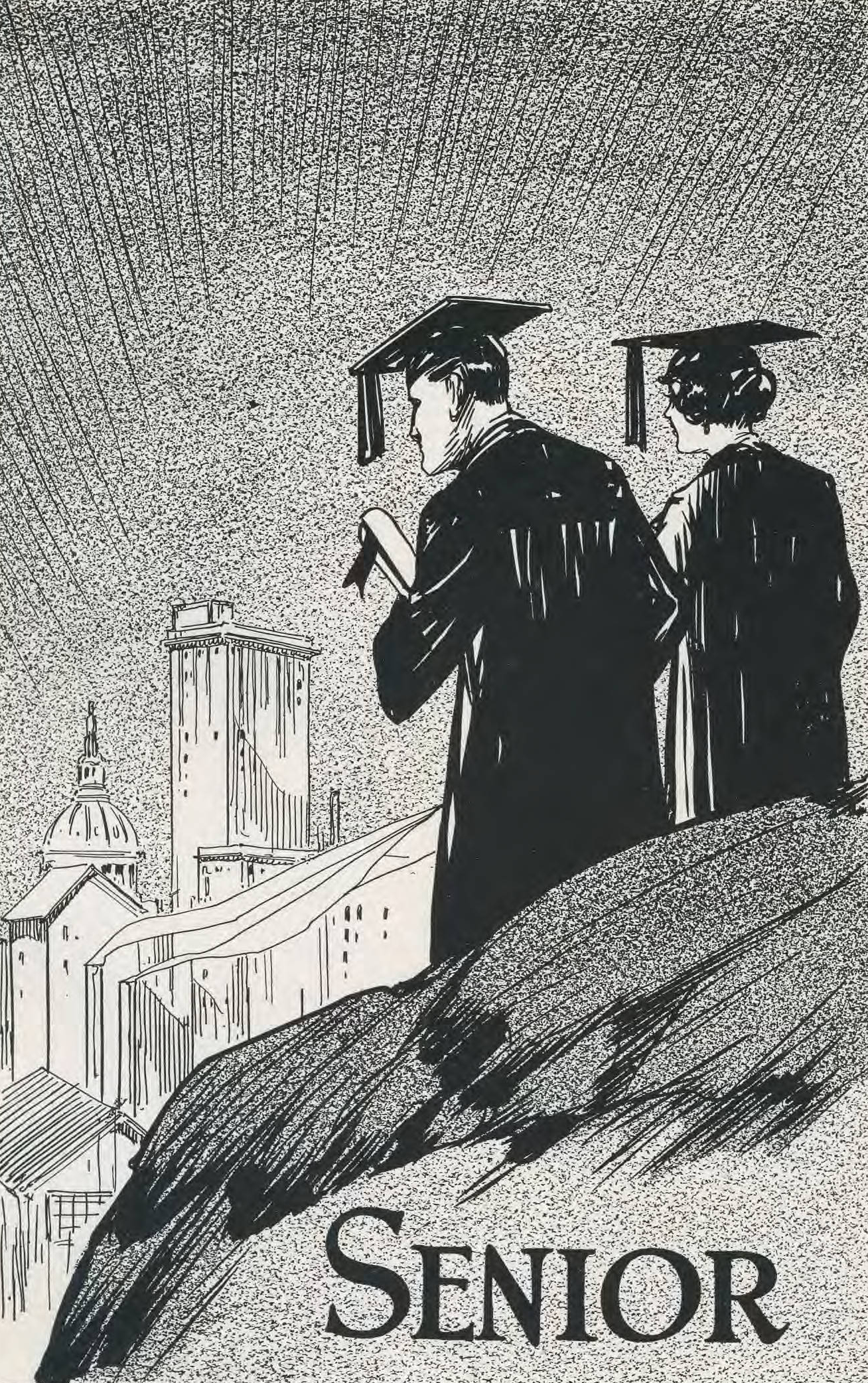
Ilustración de alumnos senior en un anuario, 1920.

Senior es un término utilizado en los Estados Unidos para describir a un estudiante en el cuarto año de estudio (generalmente se refiere a estudios de instituto o universidad).

## Instituto
En los Estados Unidos, el 12.º grado es normalmente el cuarto y último año del periodo estudiantil y se refiere al año senior. En Inglaterra y Gales, los estudiantes a partir del décimo año en la escuela secundaria son considerados como senior. En Escocia, es a partir del quinto año.

## Educación superior
En los Estados Unidos, el último año de la educación de un estudiante hacia una licenciatura, por lo general el cuarto año, se conoce como el año sénior.